# Ваља Маре (Саваршин)
Ваља Маре (рум. Valea Mare) насеље је у Румунији у округу Арад у општини Саваршин. Oпштина се налази на надморској висини од 158 m.

## Становништво
Према подацима из 2002. године у насељу је живело 244 становника, од којих су сви румунске националности.